# Raúl Adolfo Ringuelet
Raúl Adolfo Ringuelet (n. La Plata, 10 de septiembre de 1914; f. ibíd. 29 de abril de 1982) fue un naturalista y zoólogo argentino.

## Biografía
Raúl Ringuelet nació en La Plata, el 10 de septiembre de 1914. Cursó sus estudios secundarios en el Colegio Nacional de La Plata y en 1939, obtuvo el título de Doctor en Ciencias Naturales en el Instituto Superior del Museo, dependiente de la Universidad Nacional de La Plata.
En 1936, antes de concluir sus estudios, Riguelet publica en las Notas del Museo de La Plata, su primer trabajo: “Sobre una nueva especie del género Semiscolex Kinberg (Hirudinea)”. Su investigación abarca más de 100 artículos científicos sobre ecología, limnología, biogeografía y conservación de las aguas continentales de América del Sur, y fue referente de las Ciencias Naturales en Argentina. En el año 1968 fundó el Instituto de Limnología de La Plata junto a otros investigadores, docentes y estudiantes de la Facultad de Ciencias Naturales y Museo (UNLP). Luego de su muerte es nombrado en su honor Instituto de Limnología "Dr. Raúl A. Ringuelet"(ILPLA).
En 1957, fue el primer director de la revista Ameghiniana de la Asociación Paleontológica Argentina. 
Ringuelet tuvo varios cargos docentes en la Universidad Nacional de La Plata: profesor adjunto de Zoología General (1944-1948), profesor (1946-1947) y titular (1947-1955) de Zoología de Invertebrados, profesor de Zoogeografía (1958), profesor de Zoología de Vertebrados (1957-1966), profesor de Ecología y Zoogeografía (1960,1972) y profesor de Limnología (1969-1978). También fue profesor de Zoología Sistemática en la Facultad de Ciencias Naturales de la Universidad de Buenos Aires (1956-1964).
En reconocimiento a su trayectoria, la Universidad Nacional de La Plata lo nombró Profesor Extraordinario Emérito (1980). Desde 1978 hasta su muerte, Ringuelet fue Investigador Superior en el Consejo Nacional de Investigaciones Científicas y Técnicas (CONICET).

## Honores
El Día de la Ictiología Nacional se celebra en Argentina el 10 de septiembre en honor a su natalicio.

### Membresías
- 1966: Academia Nacional de Ciencias Exactas, Físicas y Naturales

## Abreviatura (zoología)
La abreviatura Ringuelet  se emplea para indicar a Raúl Adolfo Ringuelet como autoridad en la descripción y taxonomía en zoología.

## Obra
Ringuelet es considerado uno de los más prolíferos, con 8 libros, más de 200 artículos científicos y más de 100 artículos de divulgaciób publicados.
- raúl a. Ringuelet, zulma j. ageitos de Castellanos. 1995. Fauna de agua dulce de la República Argentina. Vol. 43. Editor Fundación para la Educación, la Ciencia y la Cultura. 36 pp.

- ----------------------, r.c. Menni, raúl a. Arámburu. 1984. Peces marinos de la Argentina y Uruguay. Ed. Editorial Hemisferio Sur, 359 pp.

- ----------------------. 1981. Some advances in the knowledge of Neotropical Leeches. Limnobios 2 (4): 226

- ----------------------. 1980. Aportes al conocimiento de las sanguijuelas del género Haementeria De Filippi, 1849 (Hirudinea, Glossiphoniidae). Limnobios 2 (1), 50-53

- ----------------------. 1980. Un Hirudíneo con marsupio de la región andina de Jujuy, Argentina (Maiabdella Batracophila n. g., n. sp., Glossiphoniidae). Limnobios 2 (1), 68-71, 2 figs.

- ----------------------. 1975. Zoogeografía y Ecología de los peces de aguas continentales de la Argentina y consideraciones sobre las áreas ictiológicas de América del Sur. Ecosur 2 (3): 122, 10

- ----------------------. 1968. Biogéographie des Copépodes d’eau douce de l’Argentine. Biologie de l'Amérique Australe 4: 261-267

- ----------------------, raúl h. Arámburu, armonía alonso de Aramburu. 1967. Los peces argentinos de agua dulce. Editor Comisión de Investigación Científica (CIC), 602 pp.

- ----------------------. 1962. Ecología acuática continental. Manuales de EUDEBA: Ciencias naturales. 138 pp.

- ----------------------. 1961. Rasgos fundamentales de la Zoogeografía de la Argentina. Physis 22 (63): 151-170

- ----------------------, raúl h. Arámburu. 1960. Peces marinos de la República Argentina: Clave para el reconocimiento de familias y géneros,[y] catálogo crítico abreviado. Publicación técnica 5. Editor Ministerio de Asuntos Agrarios, provincia de Buenos Aires, 141 pp.

- ----------------------. 1959. Los Arácnidos Argentinos del orden Opiliones. Revista del Museo Argentino de Ciencias Naturales "Bernardino Rivadavia 5 (2): 312 pp. Editor Imprenta y Casa Editora

- ----------------------. 1958. Los Crustáceos Copépodos de las aguas continentales en la República Argentina: Sinopsis sistemática. Contribuciones científicas 1 ( 2). Ser. zoología, Universidad de Buenos Aires, Facultad de Ciencias Exactas y Naturales. 126 pp.

- ----------------------, raúl h. Arámburu. 1957. Enumeración sistemática de los vertebrados de la provincia de Buenos Aires. Volumen 119 de Publicaciones, Buenos Aires. Ministerio de Asuntos Agrarios. 94 pp.

- ----------------------. 1955. Ubicación zoogeográfica de las Islas Malvinas. Editor Olivieri y Domínguez, 46 pp.

- ----------------------. 1950. Clasificación moderna del reino animal, incluyendo clases y subclases de acordados vivientes y extinguidos. Serie técnica y didáctica 3, Universidad Nacional de La Plata Museo. 61 pp.

- ----------------------. 1949. Identificación microscópica de los huevos de nematoideos comunes en las materias fecales de vacunos, ovinos y equinos. N.º 1 de Serie técnica y didáctica, Universidad Nacional de La Plata Museo. 25 pp.

- ----------------------. 1949. Consideraciones sobre las relaciones filogenéticas entre las especies del género Regla Leach (Decápodos Anomuros). Not. Mus. La Plata 14 Zool. (120): 111-118

- ----------------------. 1949. Los Anomuros del género Aegla del Noroeste de la República Argentina. Editor Olivieri y Domínguez, 45 pp.

- ----------------------. 1948. Una nueva Aegla del nordeste argentino. Not. Mus. La Plata 13 Zool. (111): 203-208, 3 láms.

- ----------------------. 1948. Los "cangrejos" Argentinos del génera Aegla de Cuyo y la Patagonia. 347 pp.

- ----------------------. 1947. Difusión de las enfermedades parasitarias de la abejas en la Argentina y las medidas para combatirlas. Editorial: Buenos Aires: Dirección de Información del Ministerio de Agricultura

- ----------------------. 1943. Sinopsis sistemática y zoogeográfica de los Hirudineos de la Argentina, Brasil, Chile, Paraguay y Uruguay. 70 pp.